# معشوق (ترانه تیلور سوئیفت)
«معشوق» (انگلیسی: Lover) ترانه‌ای است که خواننده-ترانه‌سرای آمریکایی، تیلور سوئیفت برای هفتمین آلبوم استودیویی‌اش با همین نام نوشته و ضبط کرده‌است. این ترانه در ۱۶ اوت ۲۰۱۹ از طریق ریپابلیک رکوردز به عنوان سومین تک‌آهنگ آلبوم منتشر شد.